# Marcel Desprets
Marcel Cyr Desprets (ur. 19 sierpnia 1906 w Saint-Quentin, zm. 12 marca 1973 w Brignoles) – francuski szpadzista, złoty medalista olimpijski i dwukrotny mistrz świata.
Na igrzyskach olimpijskich w Londynie w 1948 roku Francuzi w składzie: Maurice Huet, Michel Pécheux, Marcel Desprets, Édouard Artigas, Henri Guérin i Henri Lepage zdobyli drużynowo złoty medal. W zawodach indywidualnych odpadł w półfinałach. Były to jego jedyne starty olimpijskie.
Podczas mistrzostw świata w Lozannie w 1935 roku wspólnie z Georgesem Buchardem, Philippe'em Cattiau, Paulem Deydierem i Michelem Pécheux zdobył złoty medal w zawodach drużynowych. Wynik ten Francuzi z Despretsem w składzie powtórzyli na mistrzostwach świata w Lizbonie (1947).